# Foudia madagascariensis
El fodi rojo (Foudia madagascariensis) es una especie de ave paseriforme de la familia Ploceidae endémica de Madagascar.

## Descripción y subespecies
El fodi rojo es una pequeña ave de unos 5 centímetros de longitud y un peso de 14 a 19 gramos. El macho de la especie es de color rojo brillante, con manchas negras alrededor de cada ojo. Sus alas y cola son de color marrón oliva. La parte superior del cuerpo del fodi hembra es marrón oliva y su parte de abajo es gris marrón.
Se conocen dos subespecies:
- Foudia madagascariensis madagascariensis
- Foudia madagascariensis bruante

## Hábitat y estado de conservación
Su hábitat habitual son claros de bosques, pastizales y áreas cultivadas. En Madagascar se considera una plaga para el cultivo del arroz. La especie ha sido introducida en otras zonas del océano Índico, como las islas Amirante, Comoras, Seychelles, Mauricio y Reunión.
Se extiende a lo largo de una región muy amplia y su población parece estable, por lo que el fodi rojo se evalúa como especie bajo preocupación menor en la lista roja de especies amenazadas de la UICN.

## Imágenes

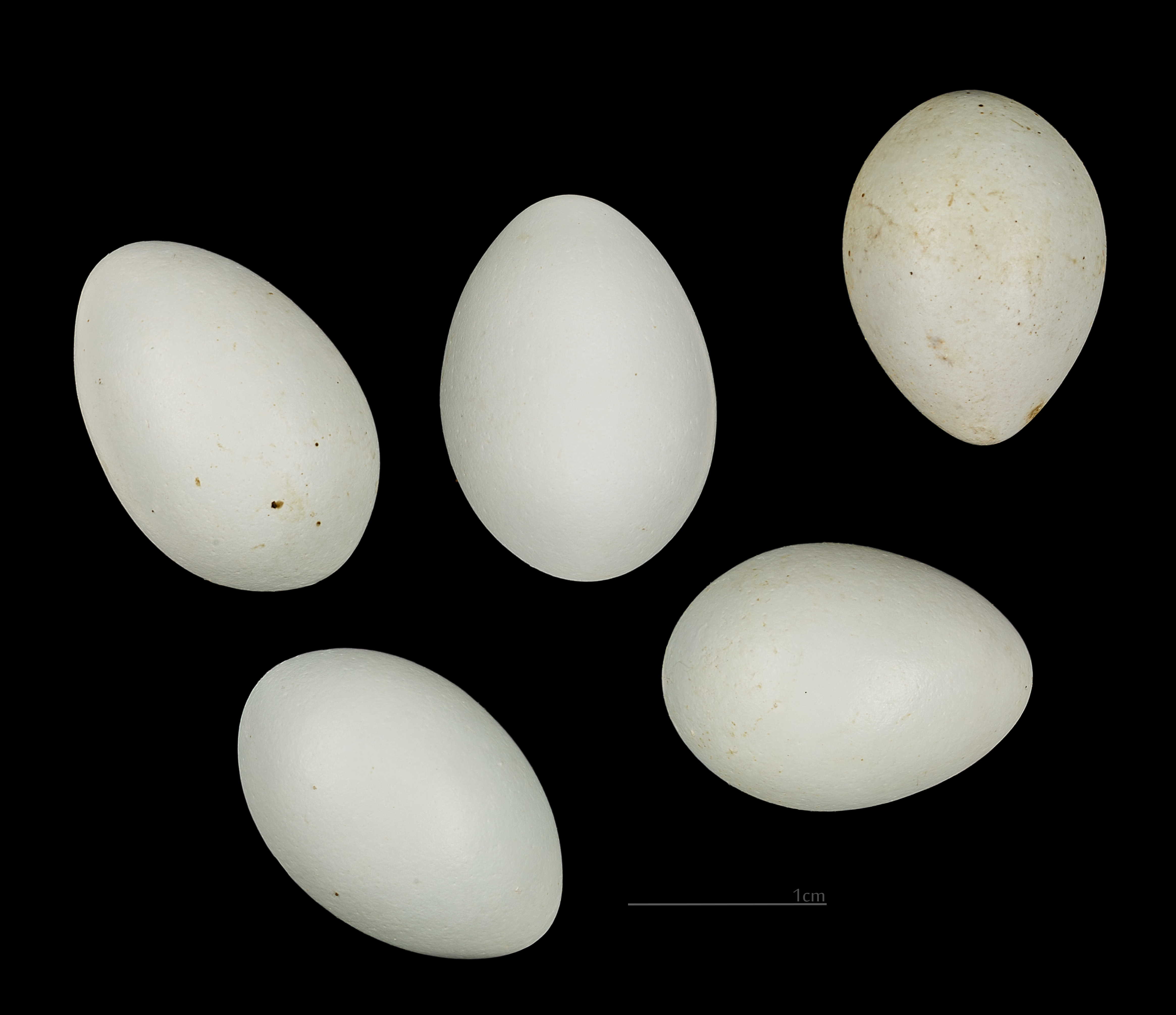
Huevos de fodi rojo.
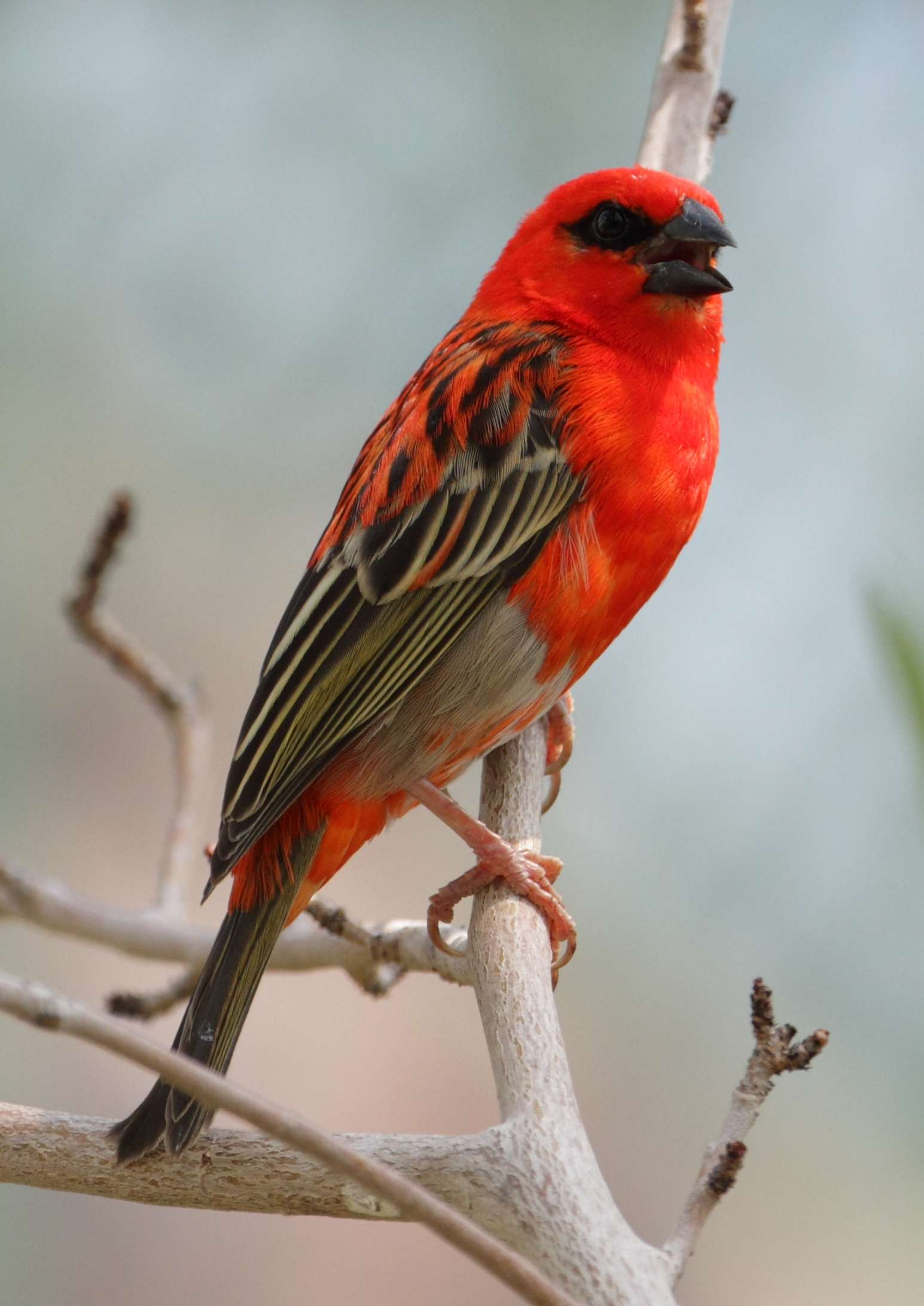
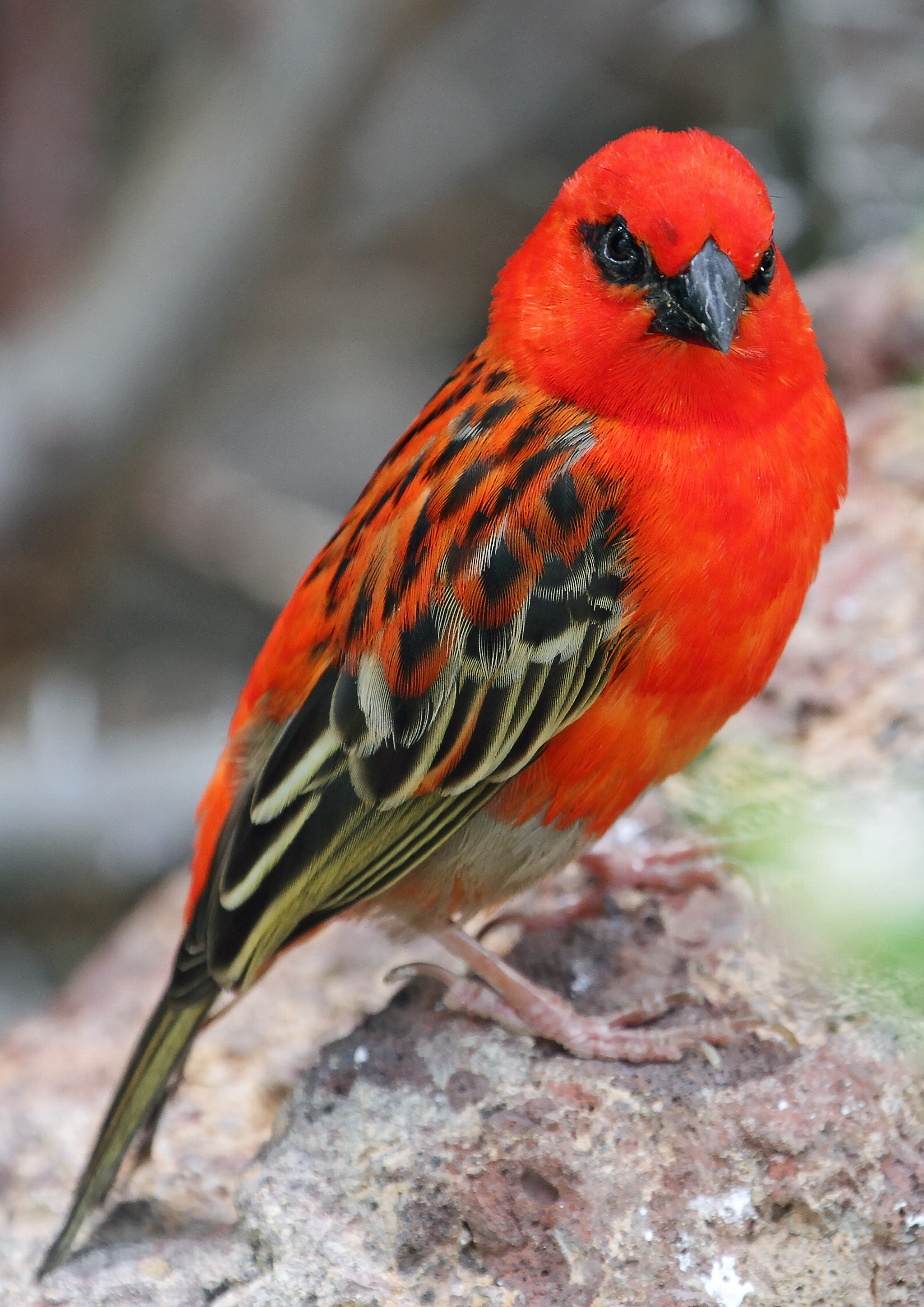
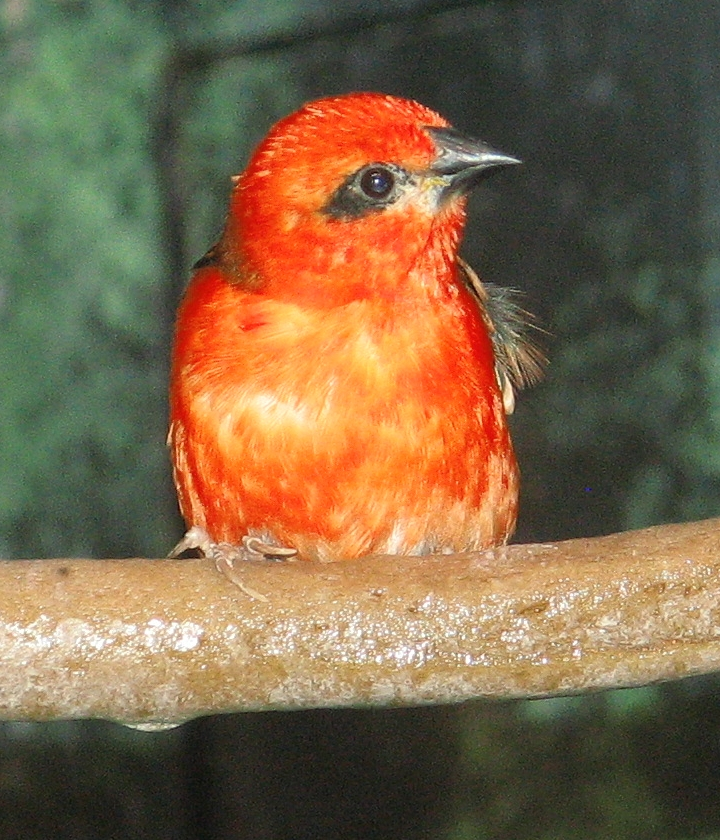
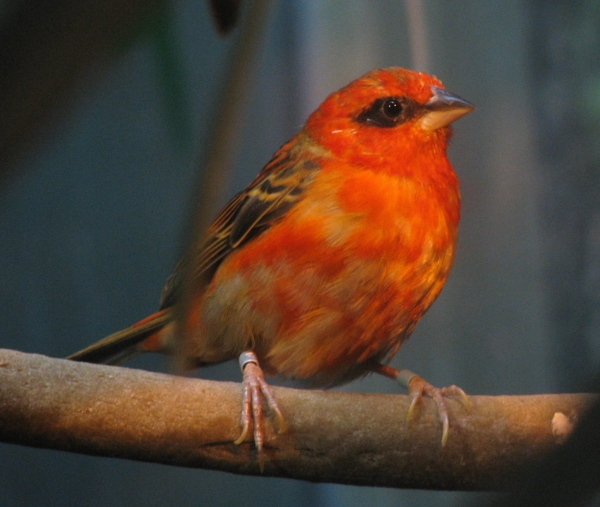